# Louis Mottiat
Louis Mottiat (Bouffioulx, 6 juli 1889 - Gilly, 5 juni 1972) was een Belgisch wielrenner. Zijn profcarrière duurde van 1912 tot 1925.

Omwille van zijn doorzettingsvermogen kreeg hij de bijnaam 'De Man van IJzer'. Het grootste staaltje van zijn uithoudingsvermogen was waarschijnlijk zijn winst in het Criterium der Azen in 1920. Deze wedstrijd ging over 1208 km, van Bordeaux naar Parijs en terug. Hij legde deze afstand af in een tijd van 56 uur en 43 minuten.
Gedurende de Eerste Wereldoorlog moest hij zijn carrière onderbreken.

## Belangrijkste overwinningen
1910
- Brussel-Parijs

1911
- Parijs-Calais
- 5e etappe Huit Jours d'Alcyon
- 6e etappe Huit Jours d'Alcyon

1912
- 10e etappe Ronde van Frankrijk

1913
- Bordeaux-Parijs

1914
- 2e etappe Ronde van België
- 3e etappe Ronde van België
- 5e etappe Ronde van België
- 7e etappe Ronde van België
- Eindklassement Ronde van België
- Parijs-Brussel

1920
- Criterium der Azen
- 2e etappe Ronde van België
- 5e etappe Ronde van België
- Eindklassement Ronde van België
- Bordeaux-Parijs-Bordeaux
- 1e etappe Ronde van Frankrijk

1921
- Parijs-Brest-Parijs
- Luik-Bastenaken-Luik
- 1e etappe Ronde van Frankrijk
- 4e etappe Ronde van Frankrijk
- 5e etappe Ronde van Frankrijk
- 7e etappe Ronde van Frankrijk

1922
- Luik-Bastenaken-Luik
- Engis
- Gembloux

1924
- Parijs-Tours
- 8e etappe Ronde van Frankrijk

1925
- 3e etappe Ronde van Frankrijk

## Resultaten in voornaamste wedstrijden
| Jaar | Ronde van Italië | Ronde van Frankrijk | Ronde van Spanje |
| ---- | ---------------- | ------------------- | ---------------- |
| 1912 |                  | opgave (1)          |                  |
| 1913 |                  | opgave              |                  |
| 1914 |                  | opgave              |                  |
| 1919 |                  | opgave              |                  |
| 1920 |                  | opgave (1)          |                  |
| 1921 |                  | 11e (4)             |                  |
| 1922 |                  |                     |                  |
| 1923 |                  | 28e                 |                  |
| 1924 |                  | 18e (1)             |                  |
| 1925 |                  | 31e (1)             |                  |

| Jaar | Milaan-San Remo | Ronde van Vlaanderen | Parijs-Roubaix | Luik-Bast.‑Luik | Parijs-Tours | Parijs-Brussel |
| ---- | --------------- | -------------------- | -------------- | --------------- | ------------ | -------------- |
| 1912 |                 |                      |                | 6e              |              |                |
| 1913 | ↑               |                      | 4e             |                 | 5e           |                |
| 1914 |                 |                      | ↑              |                 |              | Goud           |
| 1919 |                 |                      |                |                 | 15e          | 5e             |
| 1920 |                 | 5e                   |                |                 |              | Zilver         |
| 1921 |                 | 5e                   |                | Goud            | Zilver       |                |
| 1922 |                 | 25e                  | 11e            | Goud            |              |                |
| 1923 |                 | 14e                  | 23e            |                 | 16e          |                |
| 1924 | 29e             |                      |                |                 | Goud         |                |
| 1925 |                 |                      |                |                 |              |                |

- Bibliothèque nationale de France: cb14976690m (data)
- International Standard Name Identifier: 0000 0004 5093 9825
- Virtual International Authority File: 316737143